# Elena Arvigo
Elena Arvigo (Genova, 28 aprile 1974) è un'attrice e regista teatrale italiana.

## Biografia[2]
Elena Arvigo nasce e cresce a Genova ed è considerata una delle più intense interpreti della scena contemporanea e tra le esponenti più interessantidel teatro indipendente italiano.
Si forma come ballerina classica con Giannina Censi e frequenta il Liceo ginnasio Andrea D'Oria. A 17 anni appena compiuti si trasferisce a Ginevra per studiare alla Webster University e frequentare a Losanna l'École Rudra–Bejart. L'anno successivo vince una borsa di studio e si trasferisce a Londra, dove perfeziona i suoi studi di danza jazz al London Studio Centre e prosegue il percorso accademico alla Goldsmith University, frequentando corsi di Psicologia e Theatre Arts. Tornata in Italia nel 1996, viene ammessa al corso triennale (1996-1999) della scuola di recitazione del Piccolo Teatro di Milano, diretta da Giorgio Strehler.
Diplomata nel giugno 1999 all'Accademia del Piccolo Teatro, premio Hystrio alla Vocazione e ammessa all'École des Maîtres nello stesso anno, lavora intensamente come attrice di teatro, cinema e televisione negli anni seguenti. A teatro è diretta da registi italiani e stranieri quali Alvis Hermanis, Eimuntas Nekrošius, Jacques Lassalle, Jan Fabre e Valerio Binasco.
Debutta in televisione nel 2001, partecipando a La piovra 10, come protagonista nel ruolo di  Giulia Mercuri accanto a Remo Girone. Recita poi come coprotagonista in altre miniserie italiane, tra cui Perlasca, Marcinelle, Commesse e Sotto il cielo di Roma. Viene scelta come protagonista delle serie tedesca ZDF In der Mitte eines Lebens accanto a Heiner Lauterbach, e nel 2010 è nel cast della miniserie televisiva statunitense Mental, prodotta dalla Twentieth Century Fox, nel ruolo di Sofia. Recita in inglese, francese e tedesco. L'incontro con il cinema è nel 2004 con Bonjour Michel di Alberto Lattuada, di cui è protagonista accanto a Ben Gazzara. Nel 2006 recita in Perl oder Pica, film francese diretto da Pol Cruchten, ed è protagonista del film indipendente Coppia Normalissima per la regia di Luca Mazzieri. Fa parte del progetto multimediale Ripopolare la reggia di Peter Greenaway. Ha un ruolo nel film statunitense Mangia prega ama, con Julia Roberts, diretto da Ryan Murphy. 
Dal 2010 ha cominciato a occuparsi di teatro non solo come interprete, ma anche come regista in regime di completa autoproduzione, occupandosi degli adattamenti, degli allestimenti e di ogni dettaglio riguardante la messa in scena dell'opera. Per questo oggi non solo è considerata dalla critica una delle più intense interpreti della scena contemporanea, ma anche un'esponente tra le più impegnate del teatro indipendente italiano. Caratteristica del suo teatro è la forte attenzione per le donne, con particolare attenzione per le autrici della drammaturgia contemporanea impegnate nella difesa dei diritti. Nella stagione 2019 il Teatro di Roma le ha dedicato Trilogia Arvigo, un "ritratto d'artista" con una personale di tre spettacoli (4:48 Psychosis, Il dolore, Una ragazza lasciata a metà) presso il Teatro Torlonia. Nello stesso anno, è stata nominata al premio Le Maschere del Teatro Italiano come migliore interprete di Monologo per 4:48 Psychosis di Sarah Kane. Nel 2021 prende parte al film La scuola cattolica di Stefano Mordini, tratto dal romanzo di Edoardo Albinati. Nel 2023, nuovamente candidata al premio Le maschere del teatro Italiano, vince con I Monologhi dell'Atomica come miglior interprete.

## Teatro
- Appunti per il futuro di e con Elena Arvigo, elementi scenici di Elena Arvigo in dialogo con Maria Alessandra Giuri, una produzione Compagnia Elena Arvigo // Santarita&Jack Teatro con Teatro Out Off. Tratto da alcuni testi di Svetlana Aleksievič e di Simone Weil (2025)
- Elena di Ghiannis Ritsos  traduzione Nicola Crocetti, regia Elena Arvigo con Elena Arvigo e la partecipazione di Monica Santoro (flauto traverso e canto) produzione Teatro Out Off in collaborazione con Compagnia Elena Arvigo (2024)
- Una Storia al contrario di Francesca de Sanctis, regia e interpretazione di Elena Arvigo (2023)
- Esequie Solenni di Antonio Tarantino (ruolo: Leona), regia di Renzo Martinelli, Teatro " I " (2022)
- Sogno di una notte di mezza estate di William Shakespeare (ruolo: Titania e Ippolita), regia di Giorgio Sangati, Teatro Stabile del Veneto (2022)[21]
- Soliloqui poetici del Mito "Le altre eroine" (monologo), tratto da Quarta Dimensione di Ghiannis Ritsos, adattamento e regia di Elena Arvigo[22] (2020)
- Marta mia non domandarmi (monologo) di Katia Ippaso, regia di Arturo Armone Caruso, Napoli Teatro festival  produzione Nido di ragno (2019/20/21/22/24)
- Le affinità elettive di J. W. Goethe (ruolo: Carlotta), regia di Andrea Baracco, Teatro Stabile dell'Umbria (2019)
- Le Troiane di Euripide (ruolo: Andromaca), regia di Muriel Mayette Holtz, Teatro greco di Siracusa (2019)[23][24][25]
- Il Dolore - Quaderni della guerra (monologo) da Marguerite Duras e Peter Weiss, di e con Elena Arvigo (2019/20/22)[26][27]
- La metafisica della bellezza - lettere dalle case chiuse di Lina Merlin (monologo), progetto, elaborazione, drammaturgia e regia Elena Arvigo (2018/19/20/21)
- Una ragazza lasciata a metà (monologo), dal romanzo di Eimear McBride, regia di Elena Arvigo (2017/18/19)[28]
- L'Imperatore della Sconfitta /The Emperor of Loss) di Jan Fabre, adattamento e regia di Elena Arvigo (2017/2018)[29]
- Monologhi dell'Atomica (monologo) da brani di Preghiera per Cernobyl di Svetlana Aleksievich e Racconti dell'Atomica Kyoto Hayashi, regia di Elena Arvigo[30] (2016/17/18/19/20/21/22/23/24)
- Edipo re di Sofocle (ruolo: Giocasta), regia di Andrea Baracco (2016/2017)[31]
- Edipo a Colono di Sofocle (ruolo: Antigone), regia Glauco Mauri (2016/2017)[32]
- Yerma di Federico Garcia Lorca (ruolo: Yerma), regia di Gianluca Merolli (2016)[33]
- Donna non rieducabile di Stefano Massini (monologo), regia di Elena Arvigo (2015/2020)[34][35]
- Il Bosco di David Mamet, regia di Elena Arvigo e Valentina Calvani (2015)[36]
- Homicide House di Emanuele Aldrovrandi, regia di Marco Maccieri (2015)
- Being Norwegian di David Grieg, regia di Roberto Rustioni (2013/2014)
- Elena di Sparta o della Guerra (monologo), scritto e diretto da Elena Arvigo (2015)
- Maternity Blues (ruolo: Eloisa) di Grazia Verasani, adattamento e regia di Elena Arvigo (2012/13/14/15)
- Torre d'avorio di Ronald Haywood (ruolo: Tamara Sachs), regia di Luca Zingaretti (2012/2013)
- Altri amori (monologhi), regia di Ninni Bruschetta (2012)[37]
- Padrone del mondo di Mattia Sbragia, regia di Mattia Sbragia (2012)
- 4:48 Psychosis (monologo) di Sarah Kane, regia di Valentina Calvani (2011/12/13/14/16/17/18/19/20/21/22/23/24)
- The Holy Gangtser, regia di Jan Fabre (2011)
- Addio al nubilato di Francesco Apolloni, regia di Francesco Apolloni (2011)
- Le signorine di Wilko (ruolo: Kazia) di Jarosław Iwaszkiewicz, regia di Alvis Hermanis (2009/2010)[38]
- Noccioline - Peanuts (ruolo: Silly) di Fausto Paravidino, regia di Valerio Binasco (2007/2008)
- Imprevisioni di E. Fant, masterclass di Luca Ronconi, Teatro Grassi di Milano (2007)
- La pelle di Curzio Malaparte, messa in scena di Marco Baliani (2006)
- Amleto (ruolo: Ofelia) di William Shakespeare, regia di Giovanni Boncoddo (2005)
- Scritti Metropolitani scritto e diretto da Edoardo Sylos Labini (2003)
- Lezioni americane con Giorgio Albertazzi, regia di Giorgio Albertazzi (2002)
- Il giardino dei ciliegi (ruolo: Anja) di Anton Čechov, regia di Marco Bernardi (2001)
- Antonio e Cleopatra (ruolo: Cleopatra) di William Shakespeare, regia di Ninni Bruschetta (2001)
- Ring di Vincenzo Cerami, regia di Franco Però (2001)
- Il pazzo e la monaca di Stanisław Witkiewicz, regia di Sergio Maifredi (1999)
- Il signor di Pourceaugnac di Molière, regia di Jacques Lassalle, Festival des Francophonie (1999)
- Il maestro e Margherita di Michail Bulgakov, messa in scena di Eimuntas Nekrošius, vC.S.S. Udine (1999)
- Tre sorelle di Anton Čechov, a cura di Enrico D'Amato (1999)
- Macbethclan da William Shakespeare, regia di Angelo Longoni
- Adelchi di Alessandro Manzoni, a cura di Enrico D'Amato (1998)

## Filmografia

### Cinema
- Bonjour Michel, regia di Arcangelo Bonaccorso (2005)
- Coppia normalissima alla prima esperienza, regia di Luca Mazzieri (2006)
- Perl oder Pica, regia di Pol Cruchten (2006)
- Una moglie bellissima, regia di Leonardo Pieraccioni (2007)
- Ma la Spagna non era cattolica?, regia di Peter Marcias (2007)
- Ripopolare la reggia, regia di Peter Greenaway (2007)
- Tutta la vita davanti, regia di Paolo Virzì (2008)
- Totem Blue, regia di Massimo Fersini (2009)
- Mangia prega ama, regia di Ryan Murphy (2010)[17]
- Se chiudo gli occhi non sono più qui, regia di Vittorio Moroni (2013)
- Una vita in cambio, regia di Roberto Mariotti (2017)
- Senza Distanza, regia di Andrea Di Iorio (2018)
- Il Boemo, regia di Petr Vaclav (2020)
- La scuola cattolica, regia di Stefani Mordini (2021)
- L'immensità, regia di Emanuele Crialese (2021)
- Confidenza, regia di Daniele Luchetti (2024)
- Fuochi d'artificio, regia di Susanna Nicchiarelli (2023)

### Cortometraggi
- Un amore possibile, scritto e diretto da Amanda Sandrelli (2004)
- Luce nel pomeriggio, scritto e diretto da Teresio Spalla (2006)
- L'impiego del tempo, scritto e diretto da Rosario Sparti (2008)
- Ricordati il mio nome, scritto e diretto da Stefano Bruno (2009)
- Un uccello molto serio, scritto da Niccolò Ammaniti e diretto da Lorenza Indovina (2013)
- Ego, scritto da Niccolò Ammaniti e diretto da Lorenza Indovina (2015)
- Zombie, diretto da Giorgio Diritti (2019)

### Televisione
- La piovra 10, regia di Luigi Perelli - Miniserie TV (2001)
- Perlasca - Un eroe italiano, regia di Alberto Negrin - Miniserie TV (2002)
- Commesse 2, regia di José María Sánchez - Miniserie TV (2002)
- In der Mitte eines Lebens, regia di Bernd Fischerauer - Film TV (2003)
- Marcinelle, regia di Andrea e Antonio Frazzi - Film TV (2003)
- R.I.S. 4 - Delitti imperfetti, regia di Pier Belloni - serie TV, episodio 4x13 (2008)
- Distretto di Polizia 8, regia di Alessandro Capone - episodio 8x06 (2008)
- Sotto il cielo di Roma, Papa Pio XII - Under the roman sky, regia di Christian Duguay - Miniserie TV (2010)
- Mental, ideato da Dan LeVine - Serie TV (2009)
- La ladra, regia di Francesco Vicario - Miniserie TV (2010)
- Il restauratore, regia di Salvatore Basile - Miniserie TV (2010)
- Un caso di coscienza 5, regia di Luigi Perelli, episodio 4 (2013)
- Fabrizio De André - Principe libero, regia di Luca Facchini (2018)
- Fuochi d'artificio, regia di Susanna Nicchiarelli – serie TV (2025)

### Videoclip
- Illusions di Giuseppe Fraccaro, regia Stefano Florio e Stefano Pento (2010)

## Premi e nomination
- 2023 – Premio Le Maschere Del Teatro Italiano – "Miglior interprete di monologo" per lo spettacolo “I Monologhi dell'Atomica", scritto e diretto da Elena Arvigo.

- 2019 - Nominata al premio Le Maschere del Teatro Italiano come Migliore Interprete di Monologo per 4:48 Psychosis di Sarah Kane diretto da Valentina Calvani.

- Premio Migliore Attrice all'Asti Film Festival, 2014

- Premio Oscar dei giovani del Centro Europeo per il Turismo e lo Spettacolo, 2012

- Segnalazione del Premio Hystrio alla Vocazione, 1999.